# L'Île du secret
Pour plus de détails, voir Fiche technique et Distribution.
L'Île du secret (Whispers and Lies) est un téléfilm canadien de Penelope Buitenhuis diffusé en 2008. Ce film met en avant l'actrice Melissa Joan Hart.

## Synopsis
Deux cousines, Jill et Patti, visitent une petite ville pittoresque sur une petite île parfaite. Jill accompagne sa cousine, Patti, sur l'île de Pine Cove où elle a rendez-vous avec Kevin Watson, un jeune homme qu'elle a rencontré sur le continent. Patti disparaît soudainement. Lorsqu'on lui annonce son décès, c'est alors que Jill découvre avec horreur que son corps est exsangue.

## Fiche technique
- Musique : Rick Willoughby
- Production : John Murlowski
- Sociétés de distribution : Lifetime Entertainment, Lifetime Movie Network
- Pays de production :  Canada
- Langue : anglais
- Dates de sortie :
  - États-Unis : 6 avril 2008 (TV)[1]
  - Canada : 26 avril 2008 (TV)[1]
  - France : 23 octobre 2009 (diffusion sur TF1)

## Distribution
- Melissa Joan Hart (VF : Sarah Marot) : Jill Roperson
- Deanna Milligan (VF : Chloé Berthier) : Patti McMullen
- Susan Hogan : Dr Faye Croft
- G. Patrick Currie (VF : Yoann Sover) : Chris Hammett
- Damon Runyan : Kevin Watson
- Stefan Arngrim : Eugene Fritts
- Jagoda Janik (VF : Alexandra Garijo) : Camille Austin
- Greg Michaels : le shérif Daniels
- Mary Black : Rose
- Ian A. Wallace : Ira Deeks
- Kevin Johnson : Logan
- Jocelyne Loewen : la réceptionniste
- Bruce Pinard : employé du ferry
- Campbell Lane : M. Dindridge
- Brent Chapman : M. Sanderford
- Patrick Phillips : le père
- Joanne Wilson : la femme du fermier